# Годзила II: Краљ чудовишта
Годзила: Краљ чудовишта (енгл. Godzilla: King of the Monsters) је амерички филм из 2019. режиран од стране Гарета Едвардса и Мајкла Дортија. Овај филм представља наставак филма Годзила из 2014. Ово је био трећи Годзила амерички римејк филм. Снимање филма започето је 2016. године. Мајкл је у једном свом чланку рекао, како ће овај филм бити велики успех. Премијера филма била је 13. маја 2019.
Буџет филма је износио 200 милиона долара, а зарада од филма је износила 386,6 милиона долара.

## Радња
Нова прича прати херојске подухвате криптозоолошке агенције Монарх, док се њени чланови сукобљавају с огромним чудовиштима, укључујући и моћну Годзилу, која се сукобљава с Мотром, Роданом и ултимативним непријатељем троглавим Kраљем Гидорахом. Kада се поново уздигну те древне суперврсте, за које се сматрало да су само митови, долази до борбе за превласт, што ће преживљавање човечанства ставити под велики упитник.

## Улоге
| Глумац          | Улога                 |
| --------------- | --------------------- |
| Кајл Чендлер    | Марк Расел            |
| Вира Фармига    | Др Ема Расел          |
| Мили Боби Браун | Медисон Расел         |
| Бредли Витфорд  | Др Рик Стентон        |
| Сали Хокинс     | Др Вивијен Грејхам    |
| Чарлс Денс      | Алан Џона             |
| Томас Мајдлтик  | Др Сем Колман         |
| Аиша Хиндс      | Дајана Фостер         |
| Ошиа Џексон     | Џексон Барнс          |
| Дејвид Стратерн | адмирал Вилијам Стенц |
| Кен Ватанабе    | Др Иширо Серизава     |
| Џанг Цији       | Др Илејн Чен          |
| Ентони Рамос    | пуковник Мартинез     |